# Amphisbaena caudalis
Espèce
Amphisbaena caudalis est une espèce d'amphisbènes de la famille des Amphisbaenidae.

## Répartition
Cette espèce est endémique d'Haïti. Elle se rencontre sur la Grande Cayemite et la presqu'île des Baradères.

## Publication originale
- Cochran, 1928 : The herpetological collections made in Haiti and its adjoining islands by Walter J. Eyerdam. Proceedings of the Biological Society of Washington, vol. 41, p. 53-59 (texte intégral).